# Czinar Imamow
Czinar Iskandarowicz Imamow (ros. Чинар Искандарович Имамов, ur. 16 października 1898 w kiszłaku Zebor w obwodzie samarkandzkim, zm. 1938) – polityk Tadżyckiej SRR.

## Życiorys
W 1918 wstąpił do RKP(b) i został sekretarzem organizacji "Ittifok" ("Związek") w Samarkandzie oraz przewodniczącym powiatowego komitetu rewolucyjnego w Ura-Tiube (obecnie Istarawszan) i Komitetu Powiatowego RKP(b) w Ura-Tiube. Później był sekretarzem odpowiedzialnym Powiatowego Miejskiego Komitetu RKP(b) w Dżyzaku, sekretarzem odpowiedzialnym Powiatowego Miejskiego Komitetu RKP(b) w Samarkandzie i w Kattaqoʻrgʻonie, a 1923-1924 I zastępcą przewodniczącego Centralnej Komisji Kontrolnej Komunistycznej Partii (bolszewików) Turkiestanu i zastępcą ludowego komisarza inspekcji robotniczo-chłopskiej Turkiestańskiej ASRR. Od 23 października 1924 do czerwca 1927 był sekretarzem odpowiedzialnym Biura Organizacyjnego KC KP(b)U ds. Tadżyckiej ASRR i jednocześnie 1924-1928 członkiem Środkowoazjatyckiego Biura KC RKP(b)\WKP(b) i od lipca 1927 do 1928 stałym przedstawicielem Tadżyckiej ASRR przy Centralnym Komitecie Wykonawczym (CIK) Uzbeckiej SRR, 1930-1931 ludowym komisarzem oświaty Tadżyckiej SRR, 1931-1933 ludowym komisarzem ochrony zdrowia Tadżyckiej SRR, od 1933 do stycznia 1935 ludowym komisarzem sprawiedliwości Tadżyckiej SRR i jednocześnie w 1933 prokuratorem Tadżyckiej SRR, od stycznia 1935 do października 1936 sekretarzem CIK Tadżyckiej SRR, a 1936-1937 zarządzającym sprawami Rady Komisarzy Ludowych Tadżyckiej SRR. Podczas wielkiej czystki w 1937 został aresztowany, wkrótce zmarł.